# Helcogramma nigra
Helcogramma nigra es una especie de pez de la familia Tripterygiidae en el orden de los Perciformes.

## Hábitat
Es un pez de mar y de clima tropical que vive entre 1-4 m de profundidad.

## Distribución geográfica
Se encuentra en Papúa Nueva Guinea, Vanuatu y Fiyi.